# Joop Pison
Johannes Jacobus (Joop) Pison (Leiden, 3 september 1952) is de oprichter  van de AVNM (Algemene Vereniging Nederlandse Militairen) in 1972. 
Joop Pison (lichting '72-2) zat als dienstplichtig militair bij de stoottroepen als infanterist. Hij was actief voor de soldatenvakbond VVDM op de Generaal Spoorkazerne in Ermelo als afdelingsbestuurder. Nadat radicale personen binnen de VVDM een aantal sabotageacties pleegden om kracht bij te zetten in de strijd voor meer rechten van de dienstplichtige militair ging hem dit veel te ver. Uit onvrede hierover stapte hij uit de VVDM en besloot met een aantal gelijkgestemden een andere vereniging op te richten, die zich niet met politiek, maar alleen met de belangenbehartiging van de dienstplichtigen bezig zou houden.
De Algemene Vereniging Nederlandse Militairen (AVNM) werd op 28 november 1972 opgericht. Joop werd de eerste voorzitter.